# Arenaria festucoides
Arenaria festucoides är en nejlikväxtart som beskrevs av George Bentham. Arenaria festucoides ingår i släktet narvar, och familjen nejlikväxter. Inga underarter finns listade i Catalogue of Life.